# Stine Oftedal Dahmke
Stine Oftedal Dahmke (* 25. September 1991 in Oslo, geborene Stine Bredal Oftedal) ist eine ehemalige norwegische Handballspielerin. Sie wurde zur Welthandballerin des Jahres 2019 gewählt.

## Karriere

### Im Verein
Oftedal begann mit sieben Jahren das Handballspielen bei Nit-Hak Nittedal. Im Jahr 2005 gewann sie mit Nit-Hak den Partille Cup, das größte Jugendhandballturnier der Welt. Ab dem Jahr 2007 spielte die Rückraumspielerin bei Fjellhammer IL. Im Alter von 16 Jahren wurde sie bei Fjellhammer IL in der Elitserien eingesetzt und erzielte in der Saison 2007/08 insgesamt 50 Tore in 16 Partien. Nachdem Fjellhammer 2008 aus der Eliteserien abgestiegen war, schloss sie sich dem Erstligisten Stabæk Håndball an. Ihre jüngere Schwester Hanna spielte ebenfalls bei Stabæk. Ab dem Sommer 2013 spielte sie beim französischen Erstligisten Issy Paris Hand. Am Ende der Saison 2013/14 wurde sie als MVP der französischen Liga ausgezeichnet. Im Sommer 2017 schloss sie sich dem ungarischen Verein Győri ETO KC an. Mit Győr gewann sie 2018, 2019, 2022 und 2023 die ungarische Meisterschaft, 2018 und 2019 den ungarischen Pokal sowie 2018, 2019 und 2024 die EHF Champions League. Nach der Saison 2023/24 beendete Oftedal ihre Karriere.

### In der Nationalmannschaft
Oftedal gehörte anfangs dem Kader der norwegischen Jugend- und Juniorinnen-Auswahl an. Mit der Junioren-Auswahl gewann sie 2009 die U-19-Europameisterschaft sowie 2010 die U-20-Weltmeisterschaft. Bei der U-20-WM 2010 erzielte sie insgesamt 35 Treffer und wurde in das All-Star-Team gewählt.

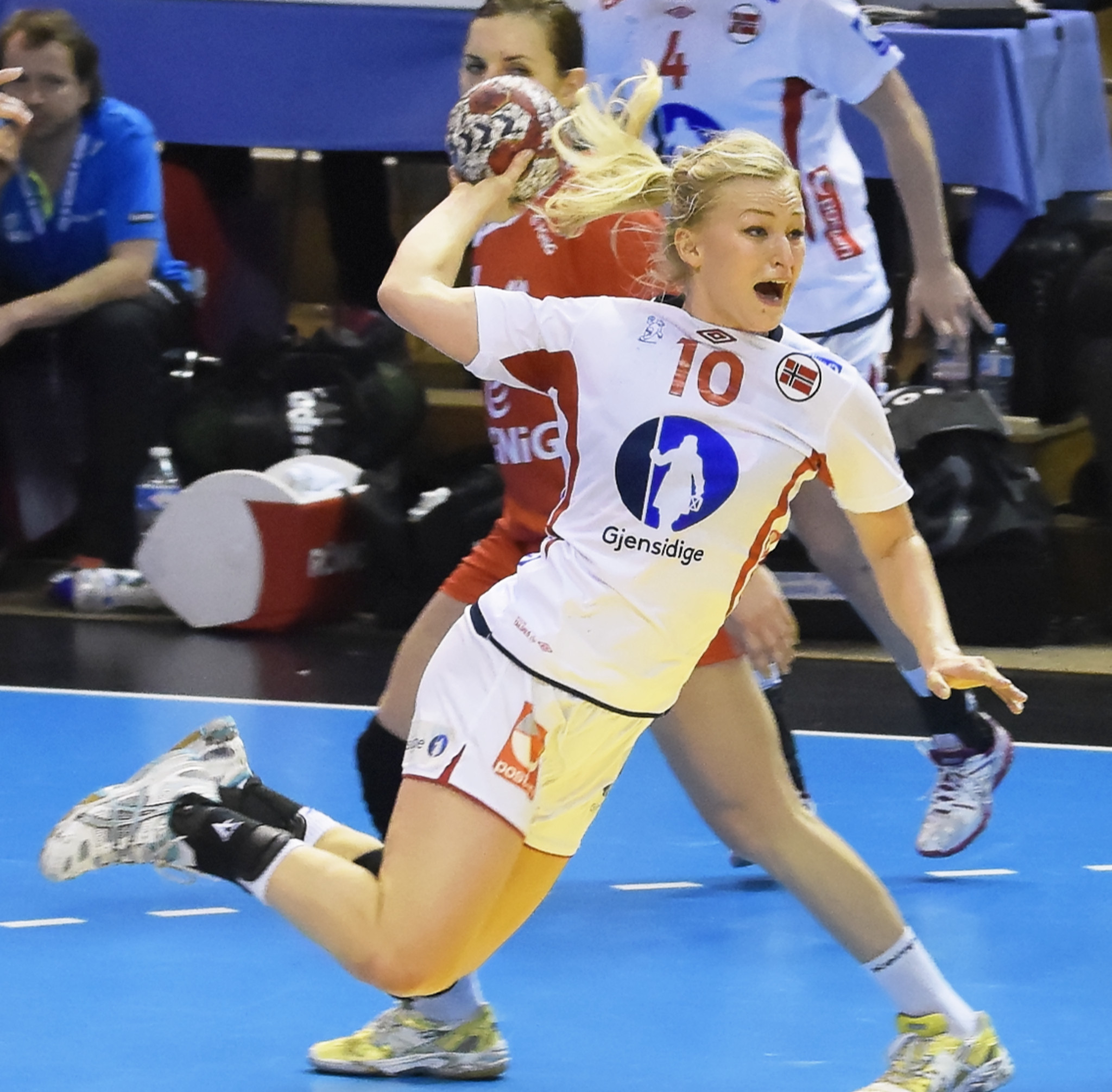
Oftedal für Norwegen (2015)

Oftedal gab am 26. November 2010 ihr Debüt in der norwegischen Nationalmannschaft. Wenige Wochen später nahm sie mit Norwegen an der Europameisterschaft teil. Im Laufe des Turniers, das Norwegen gewann, wurde sie aus dem Kader genommen und durch Linn Jørum Sulland ersetzt. Mit der norwegischen Auswahl gewann sie die Weltmeisterschaft 2011. 2012 gewann sie bei der Europameisterschaft den Vizetitel. Die Norwegerin nahm weiterhin an der Weltmeisterschaft 2013 teil. 2014 feierte sie ihren zweiten EM-Titel. Ein Jahr später gewann sie ihren zweiten WM-Titel und wurde in das All-Star-Team gewählt. Bei den Olympischen Spielen 2016 in Rio de Janeiro gewann sie die Bronzemedaille. Im selben Jahr feierte sie ihren dritten EM-Titel bei der Europameisterschaft 2016 in Schweden. Bei der WM 2017 gewann sie die Silbermedaille. Oftedal erzielte im Turnierverlauf 44 Treffer, verteilte 46 Assists und wurde zum MVP der Weltmeisterschaft gewählt. Bei der Europameisterschaft 2018 belegte sie den fünften Platz und wurde zusätzlich in das All-Star-Team gewählt.
Oftedal gewann bei der Europameisterschaft 2020 ihren vierten EM-Titel. Mit insgesamt 31 Treffern belegte sie den achten Platz in der Torschützenliste und bereitete mit 41 Assists die meisten Tore vor. Zusätzlich wurde sie in das All-Star-Team gewählt. Mit der norwegischen Auswahl gewann sie die Bronzemedaille bei den Olympischen Spielen in Tokio. Oftedal erzielte im Turnierverlauf insgesamt 23 Treffer. 2021 gewann sie zum dritten Mal die Weltmeisterschaft. Bei der Europameisterschaft 2022, bei der sie mit Norwegen den Titel verteidigte, wurde sie ins All-Star-Team gewählt. Bei der Weltmeisterschaft 2023 unterlag sie mit der norwegischen Auswahl in der Neuauflage des letzten Weltmeisterschaftsfinales gegen Frankreich, wobei Oftedal ein weiteres Mal in das All-Star-Team gewählt wurde. Bei den Olympischen Spielen 2024 in Paris gewann sie mit ihrem Team die Goldmedaille und wurde in das All-Star-Team gewählt.

### Erfolge
- ungarische Meisterin: 2017/18, 2018/19, 2021/22, 2022/23
- ungarische Pokalsiegerin: 2017/18, 2018/19, 2020/21
- EHF-Champions-League-Siegerin: 2017/18, 2018/19, 2023/24
- Olympiasiegerin: 2024
- Weltmeisterin: 2011, 2015, 2021
- Vize-Weltmeisterin: 2017, 2023
- Europameisterin: 2010, 2014, 2016, 2020, 2022
- Vize-Europameisterin: 2012
- Bronzemedaille bei den Olympischen Spielen: 2016, 2020
- Junioren-Weltmeisterin: 2010
- Junioren-Europameisterin: 2009

### Ehrungen
- Welthandballerin: 2019
- MVP: 2013/14 (französische Liga), WM 2017
- All-Star-Team: U-20-WM 2010, WM 2015, EM 2018, EM 2020, EM 2022, WM 2023 und Olympia 2024

Bei den EHF Excellence Awards im Jahr 2024 wurde sie als beste Rückraumspielerin Mitte und MVP der zurückliegenden Spielzeit ausgezeichnet.

## Privates
Oftedal heiratete im August 2024 den deutschen Handballspieler Rune Dahmke. Im Juli 2025 kam ihr erstes gemeinsames Kind zur Welt. Neben ihrer Schwester Hanna spielt auch ihr Bruder Herman Bredal Oftedal Handball.